# John Buana N'Galula
John Buana N'Galula, né le 23 juin 1968 à Kinshasa, est un joueur de football international zaïrois qui évoluait au poste de défenseur. Il dispute toute sa carrière professionnelle en Belgique, où il reste vivre ensuite et obtient la nationalité belge. Avec le Zaïre, il participe à deux Coupe d'Afrique des nations.

## Carrière
John Buana N'Galula arrive en Belgique en 1988, quelques mois après avoir participé à la CAN 1988 dont il est repris dans l'équipe-type du tournoi. Il est engagé par le K Boom FC, club de Division 2 très ambitieux. À seulement vingt ans, il s'impose dans le onze de base dès son arrivée au club. L'équipe joue chaque année le haut du tableau mais ne parvient pas à remporter le titre de champion, échouant au tour final trois fois de suite entre 1989 et 1991. Finalement, le club parvient à le remporter en 1992 et remonte en première division après plus de trente ans d'attente, malgré l'absence durant le mois de janvier du défenseur, repris pour la CAN 1992 où il atteint les quarts de finale.
John Buana N'Galula n'accompagne pas ses équipiers et part pour le KFC Lommelse SK, champion de deuxième division et donc également promu parmi l'élite nationale. Il y devient également titulaire et aide son équipe à se maintenir au plus haut niveau. Le club se renforce défensivement la saison suivante et le joueur n'est plus systématiquement titularisé. Il finit par perdre définitivement sa place durant la saison 1994-1995 et quitte le club au terme de celle-ci. Il ne joue plus à un haut niveau par la suite.

## Palmarès
- Quart-de-finaliste de la Coupe d'Afrique des nations en 1992 avec le Zaïre.

## Statistiques
| Saison                | Club                  | Championnat           | Championnat | Championnat | Coupe(s) nationale(s) | Coupe(s) nationale(s) | Total | Total |
| Saison                | Club                  | Division              | M.          | B.          | M.                    | B.                    | M.    | B.    |
| 1988-1989             | K Boom FC             | Division 2            | 33          | 2           | 0                     | 0                     | 33    | 2     |
| 1989-1990             | K Boom FC             | Division 2            | 34          | 9           | 4                     | 0                     | 38    | 9     |
| 1990-1991             | K Boom FC             | Division 2            | 32          | 6           | 2                     | 0                     | 34    | 6     |
| 1991-1992             | K Boom FC             | Division 2            | 33          | 5           | 1                     | 0                     | 34    | 5     |
| Sous-total            | Sous-total            | Sous-total            | 132         | 22          | 7                     | 0                     | 139   | 22    |
| 1992-1993             | KFC Lommelse SK       | Division 1            | 21          | 3           | 0                     | 0                     | 21    | 3     |
| 1993-1994             | KFC Lommelse SK       | Division 1            | 18          | 1           | 1                     | 0                     | 19    | 1     |
| 1994-1995             | KFC Lommelse SK       | Division 1            | 9           | 0           | 0                     | 0                     | 9     | 0     |
| Sous-total            | Sous-total            | Sous-total            | 48          | 4           | 1                     | 0                     | 49    | 4     |
| Total sur la carrière | Total sur la carrière | Total sur la carrière | 180         | 26          | 8                     | 0                     | 188   | 26    |